# Tytthostonyx
Tytthostonyx glauconiticus
Genre
Espèce
Tytthostonyx est un genre éteint d’oiseaux de mer de l'ordre des Procellariiformes. Une seule espèce est connue, Tytthostonyx glauconiticus.
Ses fossiles ne sont connus que dans la formation de Hornerstown dans le New Jersey, aux États-Unis, une formation géologique dont l'âge est discuté, qui serait à cheval sur la limite entre le Crétacé supérieur et le Paléocène (extinction Crétacé-Paléogène, survenue il y a 66 millions d’années), et qui s'étendrait du Maastrichtien à la fin du Danien, soit il y a environ entre 72,2 et 61,6 millions d'années.

## Classification
Cet animal serait apparemment apparenté à l’ancêtre de certains oiseaux modernes comme les Procellariiformes et/ou les Pelecaniformes. Il a été placé dans une famille à part, les Tytthostonychidae.

## Publication originale
- (en) Storrs L. Olson et David C. Parris, « The Cretaceous Birds of New Jersey », Smithsonian Contributions to Paleobiology, Washington, SISP (d), no 63,‎ 1987, p. 1-22 (ISSN 0081-0266 et 1943-6688, OCLC 1382955, DOI 10.5479/SI.00810266.63.1).